# 이태환 (세종특별자치시의원)
이태환(1986년 4월 11일~)은 대한민국의 정치인이다. 민선 6·7기 세종특별자치시의원(2014~2022)을 지냈다.

## 학력
- 조치원교동초등학교
- 조치원중학교
- 조치원고등학교
- 고려대학교 경영 학사

## 경력
- 세종청년희망포럼 대표
- 2014년 1월~: 민주당 전국청년위원회 운영위원
- 2014년 2월~: 노무현재단 대전세종충남지역위원회 운영위원
- 2014년 7월 1일~2018년 6월 30일: 제2대 세종특별자치시의회 의원
- 2018년 7월 1일~2022년 6월 30일: 제3대 세종특별자치시의회 의원
- 2020년 7월 1일~2022년 6월 30일: 제3대 세종특별자치시의회 후반기 의장

## 역대 선거 결과
|  | 46.54% |

|  | 71.22% |

|  | 4.64% |